# Double Fine
Double Fine es una desarrolladora de videojuegos estadounidense fundada en julio del 2000 por Tim Schafer después de su retiro de LucasArts. Inició Double Fine junto con los programadores David Dixon (Ocean of America, Capcom, LucasArts) y Jonathan Menzies (LucasArts) en lo que una vez fue una tienda de zuecos en San Francisco. Después de meses de trabajo en el demo de lo que se convertiría en Psychonauts, una mezcla de los desarrolladores que trabajarían en Grim Fandango y otros nuevos empleados fueron lentamente inducidos.
La compañía tiene su sede en San Francisco y el nombre "Double Fine" es una referencia a una señal en el Puente Golden Gate que solía decir "double fine zone" (‘zona de doble multa’) para advertir a los conductores que las multas en tal zona eran del doble que lo normal. El sitio oficial de Double Fine es también huésped de varios webcómics, que son creados por miembros del equipo de artistas de Double Fine y son conocidos como Double Fine Comics.
El 9 de junio en el E3 de 2019 se anunció que la desarrolladora pasaría a ser parte de Xbox Game Studios, una división de Microsoft.

## Proyectos
El primer proyecto completado por Double Fine fue Psychonauts, un juego multiplataforma protagonizado por Raz, un niño con poderes psíquicos (nombrado por el animador de Double Fine Razmig Mavlian) quién se infiltra en un campamento de verano para niños psíquicos tratando de formar parte de un equipo élite de héroes psíquicos llamado Psychonauts. Alabado por la crítica, fue lanzado para Microsoft Windows, PlayStation 2 y Xbox. Sin embargo, sus ventas no fueron elevadas inicialmente. Fue relanzado tanto para Xbox 360 bajo la etiqueta de Xbox Originals, como para Microsoft Windows por medio de GameTap y Steam.
El segundo proyecto de Double Fine fue Brütal Legend, un híbrido de estrategia en tiempo real y videojuego de aventura protagonizado por el roadie Eddie Riggs siendo transportado a un mundo de fantasía en el que demonios han esclavizado a la humanidad. El juego fue inspirado por la mitología nórdica y la música Heavy metal. Brütal Legend fue publicado por Electronic Arts y lanzado en Norteamérica el 13 de octubre de 2009 para PlayStation 3 y Xbox 360, y posteriormente para Microsoft Windows.

### Amnesia Fortnight
Durante la producción de Brütal Legend, surgió un problema con el distribuidor. Activision, habiendo adquirido los derechos por medio de su fusión con Vivendi Games, decidió abandonarlo, forzando a Schafer buscar otro distribuidor. Durante este periodo (entre 2007 a 2008), Schafer intentó levantar la moral del equipo de producción por medio de un juego de "Amnesia Fortnight" (traducido grosso modo como Quincena de Amnesia).Por un periodo de dos semanas los empleados fueron divididos en dos grupos, se les pidió que olvidaran su trabajo en Brütal Legend (de ahí la "Amnesia") y diseñar el prototipo de un juego para ser revisado por el otro grupo. Cada una de las cuatro premisas fueron terminadas y aclamadas por todo el equipo. Los cuatro proyectos producidos fueron Iron Brigade, un proyecto que más tarde se convertiría en Sesame Street: Once Upon a Monster, Tiny Personal Ninja, y Operation Your Desk is Disgusting. El proceso fue repetido casi acabando Brütal Legend, proveyendo cuatro prototipos más. Schafer acredita el concepto de "Amnesia Fortnight" al director Wong Kar-Wai. Durante los tres años de filmación de Ashes of Time, Wong llevó a algunos de sus actores y equipo de filmación a Hong Kong para grabar por diversión, lo que finalmente resultó en las películas Chungking Express y Fallen Angels. De acuerdo a Schafer, estas son algunas de las películas más famosas del director. Schafer logró conseguir un trato para publicar Brütal Legend con Electronic Arts.
Estos periodos de Amnesia Fortnight resultaron ser fructuosos, Schafer considera que esto ha mantenido a la compañía viable. Después de completar Brütal Legend, comenzó a trabajar en su secuela, pero fueron detenidos ya que Electronic Arts se rehusó a publicarlo. Sin algún otro trato de distribución por el momento, Schafer regresó a las ocho ideas desarrolladas en Amnesia Fortnight, creyendo que podrían convertirse en juegos completos y cortos. Schafer también observó el éxito de juegos pequeños como Geometry Wars en varios servicios de descarga, dándose cuenta del potencial en el mercado de títulos similares. Schafer y su equipo seleccionaron los mejores cuatro juego y comenzaron a venderlos a diferentes distribuidores, logrando exitosamente tratos con ellos. Dos de estos juegos, Costume Quest y Stacking, fueron obtenidos por THQ y lanzados digitalmente para Xbox Live y PlayStation Network; ambos juegos fueron considerados un éxito y THQ expresó interés en ayudar a Double Fine producir títulos similares en el futuro. Iron Brigade (originalmente llamado Trenched pero cambiado debido a problemas con marca registrada) fue desarrollado como un juego para Xbox Live Arcade en asociación con Microsoft Studios, y de la misma forma recibió críticas positivas por parte de periodistas. Un cuarto juego, Sesame Street: Once Upon a Monster, fue publicado por Warner Bros. Interactive Entertainment en asociación con Sesame Workshop para el Xbox 360 usando Kinect; aunque inicialmente no era un título licenciado, Schafer y su equipo lo hallaron ideal para ser su primer juego con una licencia poseída. Las otras cuatro ideas podrían ser usadas en un futuro, de acuerdo a, Schafer, sin embargo cree que algunas de ellas no podrían ser vendidas a un publicador.
Los grupos encargados de desarrollar estos juegos fueron dirigidos por las mismas personas encargadas de Brütal Legend: animadora en jefe Tasha Harris para Costume Quest, director de arte Lee Petty para Stacking, diseñador en jefe Brad Muir para Iron Brigade, y programadora en jefe Nathan Martz para Once Upon a Monster. Esto no solamente fue para poner estos grupos bajo el cargo de gente que ya habían pasado mucho tiempo en la industria, si no también como un medio de promover sus liderazgos. El resto del equipo fue dividido entre los cuatro grupos con cambios eventuales para asegurarse que todos tuvieran los recursos necesarios, tales como programadores o artistas. Double Fine no tuvo que despedir ningún empleado durante este periodo, e incluso fueron capases de contratar a Ron Gilbert, compañero de Schafer en LucasArts, para trabajar en nuevos títulos, además de algunos títulos que Gilbert había planeado. Schafer explicó que aunque le gustaría hacer juego más grande como Psychonauts o Brütal Legend, era muy probable que se mantendrían en equipos pequeños diseñando juegos pequeños, debido a la experiencia compartida ganada por la compañía.
En noviembre del 2012, Double Fine, junto con el grupo Humble Bundle, anunciaron Amnesia Fortnight 2012, una colecta de caridad basada en los previos Amnesia Fortnight. Durante esta colecta la gente que pagara un mínimo de $1 tendría la oportunidad de votar en 23 conceptos. Después de terminado el plazo de las votaciones, Double Fine desarrollaría prototipos jugables para las 5 más votadas, los cuales estuvieron disponibles para aquellos que compraron el paquete. Los prototipos fueron (en orden de aquellos que recibieron más votos): Hack n' Slash, un juego inspirado en The Legend of Zelda, donde los jugadores necesitan hackear, dirigido por el diseñador sénior Brandon Dillon, Spacebase DF-9, un juego de simulación ambientado en el espacio, dirigido por el diseñador y programador JP LeBreton, The White Birch, in juego de plataformas (inspirado por Ico y Journey), dirigido por el director de arte Andy Wood, Autonomous, un juego Sandbox retrofuturista dirigido por el director de arte Lee Petty, y Black Lake, un juego de exploración inspirado en cuentos de hadas dirigido por el artista sénior Levi Ryken. Además de estos juegos, el comprador recibía los prototipos iniciales de Costume Quest, Happy Song (que finalmente se convertiría en Once Upon a Monster), y Brazen, un juego inspirado en el estilo de Monster Hunter con jugabilidad en línea de hasta cuatro jugadores; homenaje a las películas de Ray Harryhausen, que fue dirigida por Brad Muir, que también dirigió Iron Brigade. El desarrollo de los prototipos fue documentado por 2 Player Productions.
Indie Fund anunció en la Electronic Entertainment Expo 2013 que habían invertido en dos títulos de Double Fine. El primer juego creado con Indie Fund backing fue revelado el 15 de octubre del 2013, era Spacebase DF-9, una versión comercial de uno de los prototipos de Amnesia Fortnight 2012. una versión alfa del juego fue lanzada en Steam Early Access, y será desarrollado con retroalimentación de los usuarios durante la etapa de acceso temprano. el otro juego parcialmente desarrollado con la ayuda de Indie Fund se reveló el 10 de diciembre del 2013 y fue Hack 'n' Slash, otra versión comercial completa de un prototipo de Amnesia Fortnight 2012. Hack 'n' Slash está planeado para ser lanzado en la primera mitad del 2014.
Un prototipo adicional del Amnesia Fortnight del 2012, Autonomous, fue lanzado como un juego expandido y completo para el control Leap Motion el 18 de noviembre del 2013.
En febrero del 2014, Double Fine, y el grupo Humble Bundle comenzaron otra colecta de caridad llamada Amnesia Fortnight 2014. durante esta colecta aquellos que pagaron un mínimo de $1 tuvieron la oportunidad de votar de entre 29 conceptos. Aunado a eso, aquellos que donaron más que el promedio tuvieron la oportunidad de votar en un prototipo desarrollado por Pendleton Ward, el creador de Adventure Time. Después del término de la votación, Double Fine desarrolló las ideas en prototipos jugables disponibles para los que compraron el paquete. Como con Amnesia Fortnight 2012, 2 Player Productions filmó la producción de los prototipos, filmación que estuvo disponible para aquellos que los compraron, además de en un Blu-Ray junto con los prototipos en un DVD, para aquellos que pagaran un mínimo de $35. Los cuatro proyectos que fueron convertidos en prototipos fueron Dear Leader, un juego de narrativa emergente Anna Kipnis, Little Pink Best Buds, un juego sobre pequeñas creaturas rosas dirigido por Pendleton Ward, Mneumonic, un juego noir, surreal en primera persona dirigido por Derek Brand, y Steed, un juego de caballos orientado en libros de cuentos y dirigido por by John Bernhelm. una idea, Bad Golf 2, no fue seleccionada como prototipo pero un grupo de fanes de Double Fine comenzaron a trabajar en él con el permiso de su conceptualizador Patrick Hackett y Double Fine.

### Dracogen
Double Fine ha recibido inversión financiera por parte de Steven Dengler por medio de su compañía inversionista, Dracogen. La inversión ocurrió como resultado de una conversación en Twitter entre Dengler y Schafer en marzo del 2011, en la cual Schafer que el costo de llevar los juegos de Double Fine a computadoras personales sería altamente costoso. Dengler pidió a Schafer por una suma de dinero, aunque en ese momento Schafer creyó que Dengler bromeaba así que propuso la suma de $300,000. Sin embargo en una conversación más formal la compañía trabajó con Dengler para sentar un acuerdo, firmando un trato inicial para llevar Psychonauts en Mac OS X y Costume Quest junto con Stacking a Microsoft Windows.
Siguiendo este acuerdo inicial, otro contrato fue hecho con Dracogen por tres juegos móviles para iOS, el primero de los cuales siendo Middle Manager of Justice. El juego en sí está basado en otra idea de los Amnesia Fortnights, un juego de simulación con elementos de RPG que involucra administrar un grupo de súper héroes y después involucrarse en batallas con dichos superhéroes. Los hijos de Dengler apoyaron al juego diseñando algunos de los superhéroes en estos. Middle Manager of Justice fue lanzado para el iOS en diciembre del 2012. la versión para Android fue lanzada el 14 de agosto de 2013.
Dropchord, un juego puzle de ritmo para PC, Mac, tabletas y teléfonos inteligentes fue financiado por Dracogen. Fue un título de lanzamiento para la tienda de aplicaciones Leap Motion Airspace cuando el control Leap Motion fue lanzado al mercado en julio del 2013. También fue lanzado para la consola Ouya el 31 de julio del 2013, y para Android e iOS el primero de agosto de 2013.
Hasta el 2012, Dengler ha invertido cerca de un millón de dólares en Double Fine, sobre lo cual Schafer comentó que ha resultado beneficioso para ambas partes. De acuerdo con Schafer, el financiamiento de Dengler ha permitido que la compañía distribuya sus propios juegos, y cree que pronto serán capaces de publicar un juego triple-A con la ayuda financiera de Dracogen.

### Micromecenazgo
En febrero del 2012 Double Fine y 2 Player Productions anunciaron una campaña de micromecenazgo a través de Kickstarter, inicialmente llamada Double Fine Adventure. Su objetivo era crear un juego de aventura en 2 dimensiones para computadora, presentando arte del artista interno de Double Fine Nathan Stapley. El esfuerzo en Kickstarter comenzó ya que el género de aventuras se ha percibido como un riesgo comercial. El proyecto apuntaba a reunir $300,000 para el desarrollo del juego y unos $100,000 adicionales para que la filmación del desarrollo por parte de 2 Player fuera lanzada junto con el juego. The project reached its $400,000 funding goal in under nine hours of the month-long drive. En 24 horas Double Fine Adventure había alcanzado ya un millón de dólares, volviéndose el proyecto más respaldado en Kickstarter hasta que fue sobrepasado por el reloj Pebble en abril del 2012. se desarrolló con el lenguaje de programación Lua-based Moai platform, and is scheduled for release in 2014. El juego fue lanzado con el nombre Broken Age.
El 30 de mayo del 2013, Double Fine empezó su segunda campaña de micromecenazgo a través de Kickstarter. El juego, Massive Chalice, será un Videojuego de estrategia para las plataformas Microsoft Windows, OS X, y Linux, que será dirigido por Brad Muir.

### Proyectos adicionales con distribuidores
A pesar del éxito que Double Fine ha tenido por medio del micromecenazgo, la compañía sigue buscando distribuidores para títulos futuros.
En febrero del 2012, el Videojuego casual Double Fine Happy Action Theater fue publicado para el Xbox 360 Kinect por medio del Xbox Live Arcade distribuido por Microsoft Game Studios. En el juego el usuario interactúa con el contro de movimiento Kinect ipara crear video de realidad aumentada en la pantalla, poniendo a los jugadores en escenarios sintéticos. Happy Action Theater fue el primer juego en ser dirigido por Tim Schafer desde Brütal Legend y fue lanzado aproximadamente al mismo tiempo que Once Upon a Monster, dándose cuenta de que su hija tenía dificultades para adaptarse a la precisión que el control Kinect requiere y trató de hacer un juego que no necesitara tanta y aun así hacerlo disfrutable. su secuela, Kinect Party, presentaba aún más escenarios de realidad aumentada, fue publicado por Microsoft Game Studios en diciembre de 2012.
El 22 de febrero del 2012, Double Fine registró el nombre "The Cave", revelando posteriormente que este no era el juego anunciado como "Double Fine Adventure". En mayo del 2012, fue revelado que The Cave era el título de un videojuego de aventura desarrollado por Ron Gilbert durante su permanencia en Double Fine. Fue publicado por Sega en enero del 2013. Gilbert posteriormente dejó la compañía en términos amigables para buscar otras oportunidades de desarrollo de juegos.
En la exposición Penny Arcade Expo 2013, fue revelado que Double Fine tenía un juego en desarrollo que sería lanzado como contenido descargable gratuito para el videojuego The Playroom, una compilación de videojuegos de realidad aumentada que utiliza la PlayStation Camera en el PlayStation 4. Titulado My Alien Buddy, fue desarrollado gracias a su experiencia desarrollando Double Fine Happy Action Theater y Kinect Party para Microsoft. El alienígena en cuestión es un juguete deformable con el que el jugador puede interactuar por medio del control de movimiento de la cámara. My Alien Buddy fue publicado el 24 de diciembre del 2013.
Como parte de un trato con Nordic Games GmbH, que ganó los derechos sobre Costume Quest y yStacking después de que THQ se declarara en bancarrota, Double Fine tendrá posesión de los derechos de publicar ambos juegos mientras que Nordic ayudará a publicar y distribuir copias de Psychonauts y estos otros dos juegos para Windows y Mac OS X en el 2014.

### Psychonauts 2
Después de años de espera, Tim Schafer, junto a Double Fine Productions, anunciaron la secuela del aclamado Psychonauts durante el evento de The Game Awards del año 2015. Se anunció que el juego puede ser posible con la ayuda de un Crowfunding (en español, micromecenazgo) hecho por la página Fig.co, con una meta de 3 300 000 dólares estadounidenses, con alrededor de 40 días como límite.
Los involucrados confirmados en el tráiler del micromecenazgo son:
- Peter McConnell: compositor
- Malena Annable: productora
- Khris Brown: dirección de voz
- Richard Horvitz: voz de Razputin
- Nicki Rapp: voz de Lili
- Nathan Stapley: arte
- Scott Campbell: arte
- Peter Chan: arte conceptual
- Erik Wolpaw: escritor
- Jack Black: voz de personaje a anunciar
- Tim Schafer: director creativo

## Historial de juegos
| A;o  | Título                             | Plataformas                                                                                               | Publicista/Distribuidor                                                                        |
| ---- | ---------------------------------- | --- | ---------------------------------------------------------------------------------------------- |
| 2005 | Psychonauts                        | Microsoft Windows, OS X, Linux, PlayStation 2, Xbox                                                       | Majesco Entertainment, Dracogen, Microsoft Game Studios, Double Fine Productions, Nordic Games |
| 2009 | Brütal Legend                      | Microsoft Windows, OS X, Linux, PlayStation 3, Xbox 360                                                   | Electronic Arts                                                                                |
| 2010 | Costume Quest                      | Microsoft Windows, OS X, Linux, PlayStation Network, Xbox Live Arcade                                     | THQ, Double Fine Productions                                                                   |
| 2011 | Stacking                           | Microsoft Windows, OS X, Linux, PlayStation Network, Xbox Live Arcade                                     | THQ, Double Fine Productions                                                                   |
| 2011 | Iron Brigade                       | Microsoft Windows, Xbox Live Arcade                                                                       | Microsoft Studios                                                                              |
| 2011 | Sesame Street: Once Upon a Monster | Xbox 360 con Kinect                                                                                       | Warner Bros. Interactive Entertainment                                                         |
| 2012 | Double Fine Happy Action Theater   | Xbox Live Arcade con Kinect                                                                               | Microsoft Studios                                                                              |
| 2012 | Middle Manager of Justice          | iOS, Android                                                                                              | Double Fine Productions                                                                        |
| 2012 | Amnesia Fortnight 2012             | Microsoft Windows                                                                                         | Double Fine Productions                                                                        |
| 2012 | Kinect Party                       | Xbox Live Arcade con Kinect                                                                               | Microsoft Studios                                                                              |
| 2013 | The Cave                           | Microsoft Windows, OS X, Linux, PlayStation Network, Xbox Live Arcade, Nintendo eShop, Ouya, iOS          | Sega                                                                                           |
| 2013 | Dropchord                          | Microsoft Windows y OS X con Leap Motion controller, Ouya, iOS, Android                                   | Double Fine Productions                                                                        |
| 2013 | Spacebase DF-9                     | Microsoft Windows, OS X, Linux                                                                            | Double Fine Productions                                                                        |
| 2013 | Autonomous                         | Microsoft Windows con Leap Motion controller                                                              | Double Fine Productions                                                                        |
| 2013 | My Alien Buddy                     | PlayStation 4 con PlayStation Camera                                                                      | Sony Interactive Entertainment                                                                 |
| 2014 | Broken Age                         | Playstation 4, Playstation Vita, Microsoft Windows, OS X, Linux, Ouya, iOS, Android                       | Double Fine Productions                                                                        |
| 2014 | Hack 'n' Slash                     | Microsoft Windows, OS X, Linux                                                                            | Double Fine Productions                                                                        |
| 2015 | Project                            | Wii U, Nintendo Switch                                                                                    | Square Enix                                                                                    |
| 2015 | Grim Fandango Remastered           | Android, iOS, Linux, macOS, Microsoft Windows, Nintendo Switch, PlayStation 4, PlayStation Vita, Xbox One | Double Fine Productions                                                                        |
| 2015 | Massive Chaliece                   | Linux, macOS, Microsoft Windows, Xbox One                                                                 | Double Fine Productions                                                                        |
| 2016 | Day of the Tentacle Remasterded    | iOS, Linux, macOS, Microsoft Windows, PlayStation 4, PlayStation Vita, Xbox One                           | Double Fine Productions                                                                        |
| 2016 | Headlander                         | macOS, Microsoft Windows, PlayStation 4, Xbox One                                                         | Adult Swim Games                                                                               |
| 2017 | Amnesia Fortnight 2017             | Microsoft Windows                                                                                         | Double Fine Productions                                                                        |
| 2017 | Full Throttle Remastered           | iOS, Linux, macOS, Microsoft Windows, PlayStation 4, PlayStation Vita, Xbox One                           | Double Fine Productions                                                                        |
| 2017 | Project 2                          | Nintendo Switch                                                                                           | Square Enix                                                                                    |
| 2019 | RAD                                | Nintendo Switch, Microsoft Windows, PlayStation 4, Xbox One                                               | Bandai Namco Games                                                                             |
| 2021 | Psychonauts 2                      | Microsoft Windows, OS X, Linux, PlayStation 4, Xbox One, Xbox Series X\|S                                 | Xbox Game Studios                                                                              |
| 2025 | Keeper                             | Microsoft Windows, Xbox Series X\|S                                                                       | Xbox Game Studios                                                                              |

El sitio oficial en internet de Double Fine presenta varios minijuegos. Los más recientes de estos, Host Master and the Conquest of Humor y su secuela Host Master Deux: Quest for Identity, son pastiches de otros juegos desarrollados por Tim Schafer durante el tiempo que estuvo involucrado con LucasArts y presentan a Schafer como protagonista.
- 2007 Epic Saga: Extreme Fighter. Un juego de peleas en "D de baja resolución.
- 2008 My Game About Me: Olympic Challenge. Tres mijijuegos basados en juegos olímpicos ficticios: comer, dormir y surfeo.
- 2008 Tasha's Game. Un juego de plataformas donde el jugador usa un gato que recolecta plataformas para ayudar a Tasha.
- 2009 Host Master and the Conquest of Humor. Un juego de point-and-click al estilo de Monkey Island en el que Tim Schafer debe encontrar chistes para su discurso en la Game Developers Conference del 2009.
- 2013 Host Master Deux: Quest for Identity. Un videojuego de plataformas secuela de Host Master and the Conquest of Humor, en el que Tim Schafer debe convencer al recepcionista en la Game Developers Choice Awards del 2013 que él es quién dice ser.

## Premios
- 2006 Game Developers Conference: Mejor estudio nuevo
- 2011 Official Xbox Magazine: Desarrollador del año[53]